# Genitori & figli - Agitare bene prima dell'uso
Genitori & figli - Agitare bene prima dell'uso è un film del 2010 diretto da Giovanni Veronesi.
Il film, uscito nelle sale il 26 febbraio 2010, ha incassato complessivamente € 8.476.000.

## Trama
Il professore d'italiano Alberto, reduce da una furibonda lite con il figlio Luigi, assegna alla sua classe un tema dal titolo “Genitori e Figli: istruzioni per l'uso”. La quindicenne Nina Amadesi ha così finalmente l'occasione di parlare, per la prima volta a cuore aperto, della sua famiglia: dei due genitori, Luisa, caposala d'ospedale, e Gianni, che ha lasciato moglie e figli per vivere su una barca; dell'amicizia che lega la madre a Clara, insospettata amante dell'ex marito, e di quella un po' particolare con il collega Mario; dell'inspiegabile razzismo del fratellino Ettore e di una misteriosa nonna che ricompare all'improvviso dopo vent'anni. Ma soprattutto Nina racconta di sé: delle sue amiche, della prima tragicomica serata in discoteca, delle uscite con i ragazzi più grandi e del suo primo innamoramento per Patrizio Cafiero, un buffo ragazzo dall'ancora più buffo soprannome, Ubaldolay. La penna di Nina riserverà non poche sorprese anche ad Alberto e a sua moglie Rossana che, dalla lettura del tema, scopriranno di Luigi cose che in vent'anni non avevano mai nemmeno sospettato.

## Produzione
Le riprese del film prodotto dalla Filmauro sono iniziate il 31 agosto 2009 a Roma. Risulta settimo nella top ten degli incassi nel primo semestre 2010 secondo SIAE.
Il film viene riconosciuto di interesse culturale da parte della Sottocommissione cinema (Sezione per il riconoscimento dell'interesse culturale dei lungometraggi) del Ministero per i beni e le attività culturali nella seduta del 4 dicembre 2009, insieme a Io, loro e Lara di Carlo Verdone, Baciami ancora di Gabriele Muccino, Scusa ma ti voglio sposare di Federico Moccia e La prima cosa bella di Paolo Virzì, le pellicole di Veronesi e Virzì anche con il sostegno economico della Direzione generale per il cinema. Nella delibera del riconoscimento vengono autorizzati 1.100.000 euro di sovvenzioni per il film che ottiene dalla commissione un punteggio totale di 78 punti:
- 26 punti per il "Valore del soggetto e della sceneggiatura"
- 9 punti per il "Valore e componenti tecniche e tecnologiche"
- 15 punti per la "Qualità, completezza e realizzabilità del progetto produttivo"
- 28 punti per il "Punteggio automatico (indicatori predeterminati dalla legge)".[4]

## Colonna sonora

### Canzoni
- Fuck You - Lily Allen
- Maledetto ciao - Gianna Nannini
- Over the rainbow - Me First and the Gimme Gimmes
- Watch out - Jennifer Milan
- Over the rainbow - Eva Cassidy
- Scusa - Gianna Nannini

## Cameo
In una scena Nina si fa autografare la maglietta da Gianna Nannini con il nome di sua madre (a cui regala l'indumento per la loro passione per la cantante e anche per sbollire una discussione fatta poco tempo prima). Nella colonna sonora c'è la partecipazione di Jennifer Milan (cantante emergente internazionale) con la sua Watch Out; inoltre ci sono anche le comparsate di Miriam Leone, Sergio Rubini (nel ruolo di un malato all'ospedale) e Valeria Solarino, attuale moglie del regista del film.